# Károly Sós

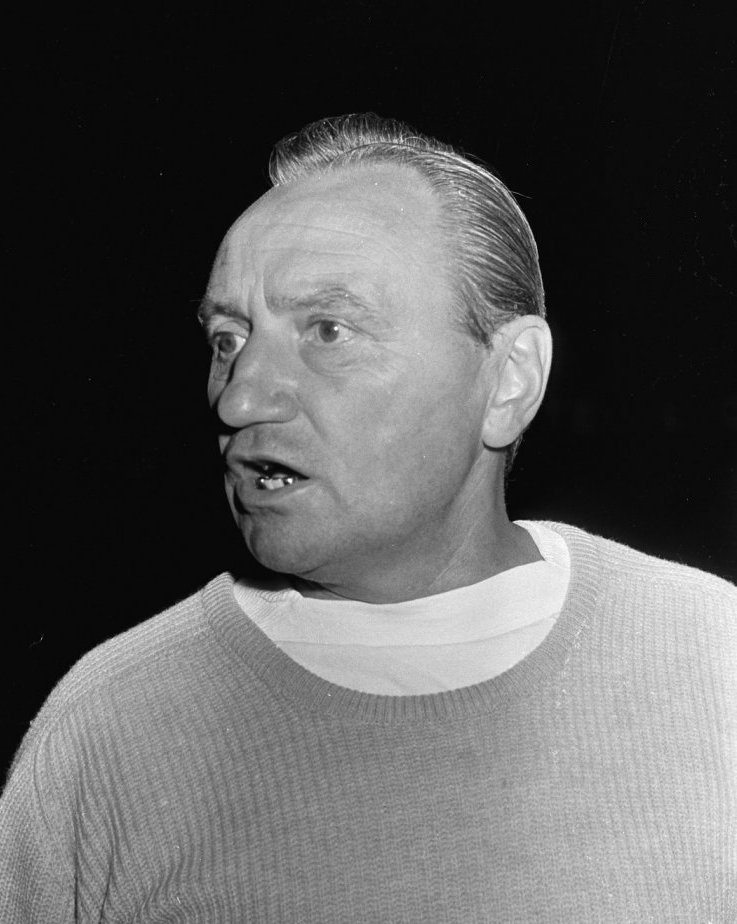
Károly Sós als sechster Trainer der DDR-Fußballnationalmannschaft (1967).

Károly Sós (* 5. April 1909 in Budapest; † 5. August 1991 ebenda) war ein ungarischer Fußballspieler und -trainer.

## Laufbahn als Spieler
Sós begann seine Laufbahn 1930 bei Vasas Nemzeti, wo er bis 1932 spielte. 1932 wechselte er zum Attila FC Miskolc, bevor es ihn ein Jahr später nach Frankreich zog. Dort war er von 1933 bis 1935 für die US Saint-Servan-Saint-Malo und von 1935 bis 1937 bei Olympique Alès in der Division 1 aktiv. 1937 spielte er beim FC Bern in der Schweiz und 1938 bei Banská Bystrica in der Slowakei. Danach kehrte er nach Ungarn zurück, wo er bis 1939 bei Budafok und von 1939 bis 1944 bei Gamma FC Budapest spielte. Dort beendete Sós seine aktive Laufbahn.

## Laufbahn als Trainer
Bei Gamma FC Budapest, seiner letzten Station als Spieler, begann Sós auch seine Trainerkarriere. Von 1947 bis 1950 und 1953 trainierte er anschließend Haladás Szombathely, von 1951 bis 1952 Dorogi Tárna, von 1953 bis 1957 Ferencváros Budapest und von 1957 bis 1961 Honvéd Budapest. Nach dem angekündigten Rücktritt von Márton Bukovi als Trainer der ungarischen Fußballnationalmannschaft im Sommer 1957 war er kurzzeitig gemeinsam mit diesem sowie Lajos Baróti von Vasas Budapest und Árpád Csanádi von Ferencváros Budapest Teil eines vierköpfigen Ausschusses zur Betreuung der Auswahlmannschaft. Anschließend übernahm Baróti die Aufgabe eigenverantwortlich.
Am 14. Mai 1961 war Sós das erste Mal Trainer der Fußballnationalmannschaft der DDR im WM-Qualifikationsspiel in Leipzig gegen die Niederlande (1:1). Er übernahm das Amt von Heinz Krügel. Unter der Regie von Sós spielte die Mannschaft nach Meinung vieler Experten den attraktivsten Fußball. Insgesamt saß Sós in 43 Länderspielen auf der Bank, in denen dem Team 19 Siege und 10 Unentschieden gelangen. 1964 gewann er mit der Mannschaft bei den Olympischen Spielen 1964 in Tokio die Bronzemedaille. Im November 1965 verlängerte er seinen Vertrag mit dem Deutschen Fußball-Verband, zuvor war er beim Svenska Fotbollförbundet als Kandidat für die Nachfolge des scheidenden Lennart Nyman als schwedischer Nationaltrainer gehandelt worden.
An der Qualifikation zu einer WM oder EM scheiterte die DDR jedoch auch unter Sós. Nach der missglückten Qualifikation für die EM 1968 verlängerte er seinen Vertrag nicht und wurde von Harald Seeger abgelöst. Das letzte Spiel unter Sós bestritt die DDR-Mannschaft am 6. Dezember 1967 im Olympia-Qualifikationsspiel gegen Rumänien in Bukarest (1:0).
Im Januar 1968 übernahm Sós als Nachfolger von Rudolf Illovszky, der sich auf seine Tätigkeit bei Vasas Budapest konzentrierte, die ungarische Nationalmannschaft, mit der er die Goldmedaille bei den Olympischen Spielen 1968 gewann. Bis 1969 blieb er im Amt, bevor er nach der verpassten Qualifikation zur WM-Endrunde 1970 im Herbst des Jahres seine Trainerlaufbahn beendete. Dabei hatte er in Deutschland im Sommer 1969 Schlagzeilen gemacht, als er Flórián Albert sowie Kálmán Mészöly, János Farkas, Ernő Solymosi, Károly Fatér, Ernő Noskó und István Szőke aussortierte – teilweise hatten diese erst in den Vorjahren mit der ungarischen Auswahlmannschaft olympisches Gold bzw. Bronze geholt, teilweise kehrten sie auch nach dem Abgang Sós' wieder zurück. Danach hatte er noch verschiedene Positionen im ungarischen Fußball inne, er war unter anderem Präsident des ungarischen Pokalwettbewerbs und Mitglied des Trainerrates.

## Ehrungen
- 1964: Vaterländischer Verdienstorden in Silber (DDR)